# TSR Góra Lipowe
TSR Góra Lipowe – telewizyjna stacja retransmisyjna z wieżą o wysokości 44 m, znajdująca się w Limanowej, zlokalizowana na Górze Lipowe. Właścicielem obiektu jest EmiTel sp. z o.o.
20 maja 2013 została zakończona emisja programów telewizji analogowej. Tego samego dnia rozpoczęto nadawanie sygnału trzeciego multipleksu w ramach naziemnej telewizji cyfrowej.

## Parametry
- Wysokość posadowienia podpory anteny: 540 m n.p.m.[3]
- Wysokość zawieszenia systemów antenowych: TV: 42 m n.p.t.[3]

## Transmitowane programy

### Programy telewizyjne – cyfrowe
| Nazwa multipleksu | Częstotliwość | Kanał | Moc promieniowana nadajnika | Polaryzacja | Kompresja wizji |
| ----------------- | ------------- | ----- | --------------------------- | ----------- | --------------- |
| MUX 3             | 482 MHz       | 22    | 0,014 kW                    | pozioma     | MPEG-4          |

## Nienadawane analogowe programy

### Programy telewizyjne
| LP | Program | Właściciel            | Częstotliwość | Kanał | Moc nadajnika | Polaryzacja | Data wyłączenia nadajnika |
| -- | ------- | --------------------- | ------------- | ----- | ------------- | ----------- | ------------------------- |
| 1  | TVP1    | Telewizja Polska S.A. | 519,25 MHz    | 27    | 0,05 kW       | pozioma     | 20 maja 2013              |
| 2  | TVP2    | Telewizja Polska S.A. | 647,25 MHz    | 43    | 0,05 kW       | pozioma     | 20 maja 2013              |

### Programy radiowe
| LP | Program        | Właściciel         | Częstotliwość | Moc nadajnika | Data wyłączenia nadajnika |
| -- | -------------- | ------------------ | ------------- | ------------- | ------------------------- |
| 1  | RDN Małopolska | Diecezja tarnowska | 105,1 MHz     | 0,5 kW        | 24 października 2015      |